# Gare de Bordils-Juià
La gare de Bordils-Juià (en catalan : estació de Bordils-Juià) aussi connue simplement comme Bordils, est une gare ferroviaire espagnole appartenant à ADIF située au sud du territoire de la commune de Bordils proche de Juià, dans la comarque du Gironès, dans la province de Gérone, en Catalogne.

## Situation ferroviaire
La gare de Bordils-Juià est située au point kilométrique (PK) 42,335 de la ligne Barcelone - Gérone - Portbou dans sa section entre Maçanet-Massanes et Cerbère, entre les gares en service de Flaçà et de Celrà. Son altitude est de 52,2 mètres.

## Histoire
La gare a été inaugurée le 28 octobre 1877 avec la mise en service du tronçon Gérone - Figueras destiné à relier Barcelone à la frontière française. Les travaux ont été réalisés par la Compañía de los ferrocarriles de Tarragona a Barcelona y Francia ou TBF fondée en 1875. En 1889, TBF accepta de fusionner avec la puissante MZA. Cette fusion fut maintenue jusqu'en 1941, année de la nationalisation du chemin de fer en Espagne entraînant la disparition de toutes les sociétés privées existantes et la création de la RENFE.
La gare dispose de quatre voies, les deux principales avec des quais latérales, une déviée vers le nord et l'autre qui était reliée à la voie en direction de Portbou. Le bâtiment voyageurs est à droite des voies, en direction de Portbou, il est à un seul étage et est très similaire à celui la gare de Celrà. Des toilettes sont dans un bâtiments secondaires. Ce bâtiment voyageurs est encore existant à la fin des années 1970, mais il est déjà considéré comme une halte, bien que les anciens bâtiments n'aient été démolis qu'au début des années 2000.
Depuis le 31 décembre 2004, Renfe Operadora exploite la ligne, tandis qu’ADIF est propriétaire de toutes les installations ferroviaires.
Avant 2007, la plupart des trains régionaux ne s'arrêtaient pas à la gare, la plateforme El Tren Viu de Bordils demandait que plus de trains régionaux s'arrêtent dans cette gare et qu'elle soit comprise comme arrêt dans le réseau de trains de banlieue de Gérone. Autre plainte, la gare ne possédait pas de guichet, de distributeurs automatiques de billets et manquait d'auvents. La gare ne dispose également pas de passage souterrain.
En 2010, avec la mise en service du troisième rail sur la voie 1, les quais ont été rehaussés, un nouvel accès a été construit et de nouveaux abris de quai également.
En 2016, 16 000 passagers (se répartissant en 7 000 montées et 9 000 descentes) ont transité eh gare de Bordils-Juià.

## Service des voyageurs

### Accueil
La gare est située au sud du centre-ville de Bordils. La gare est équipée d'escaliers pour accéder aux quais, d'une rampe pour les handicapés, d'un composteur de billets, d'abris de quai et d'un passage sur les voies situé à l'extrémité des quais en direction de Portbou. Les deux voies principales (voies 1 et 2) sont encadrées par deux quais latéraux, chacun disposant d'un abri de quai en béton possédant des bancs. Les deux quais sont reliés par un passage sur les voies.

### Desserte
La gare de Bordils-Juià est desservie par les trains régionaux de la ligne R11 de Rodalies de Catalunya et les trains de la ligne RG1 de la Rodalia de Gérone.
Rodalia de Gérone : le Pla de Transport de Catalunya 2008-2012 prévoyait la création d'un réseau de trains de banlieue de Gérone, c'est une des gares où s'arrêtent les Rodalies de Gérone,.

### Intermodalité
La gare dispose d'un parking.

## Projets
La création de TramGavarres (service de tramway), qui tirerait parti du tronçon existant entre Riudellots et Flaçà pour créer un anneau ferroviaire reliant le centre des comarques de Gérone à la Costa Brava, est un autre projet de service ferroviaire susceptible d’affecter cette gare.
By-pass de Gérone : Chambre de commerce a rendu public un document qui prône que le by-pass de marchandises qui doit se réaliser à la gare de Gérone comprenne les gares de Celrà, Bordils-Juià et Flaçà pour éviter la saturation quand le système de Rodalia fut mis en service. Initialement la nouvelle branche de marchandises devait se finir à Celrà.